# Az esküvő (Rousseau-kép)
Az esküvő (La Noce) Henri Rousseau festménye, amely a párizsi Musée de l’Orangerie gyűjteményének része.

## Keletkezése
A festmény első pillantásra olyan, mint egy fényképfelvétel a házasság résztvevőiről, akik ünneplőben pózolnak a portréhoz. A képen azonban számos furcsaság látható, amely eltávolítja a valóságtól a kompozíció. A legfeltűnőbb a menyasszony helyzete, aki úgy tűnik, lebeg, fehér uszálya ráterül a nagymama jobb vállára. Az előtérben ülő, komikusan túlméretezett és ügyetlenül rajzolt kutya elhelyezése térbeli paradoxon, mindazonáltal egyfajta repoussoir-ként működik, valamennyire érzékelteti a tér mélységét. A csoportot fák szegélyezik, amelyek túl kicsik, és lombozatuk sem tűnik valódinak. Az ég intenzív kék, éteri. A fák és a háttér okkersárgája egyfajta mandorlát, mandula formájú dicsfényt hoznak létre. Adolphe Basler műkritikus úgy vélte, hogy a kép alakjai összevethetők a középkori festők idealizált figuráival és a primitív mesterek fogadalmi tárgyaival (ex-voto).